# Nagroda Nikkan Sports Film dla Najlepszego Filmu Zagranicznego
Nagroda Nikkan Sports Film dla Najlepszego Filmu Zagranicznego – nagroda przyznawana podczas Nagród Nikkan Sports Film.

## Lista zwycięzców
| Ceremonia | Rok  | Film                                | Reżyser                       |
| --------- | ---- | ----------------------------------- | ----------------------------- |
| 1         | 1988 | Ostatni cesarz                      | Bernardo Bertolucci           |
| 2         | 1989 | Rain Man                            | Barry Levinson                |
| 3         | 1990 | Uwierz w ducha                      | Jerry Zucker                  |
| 4         | 1991 | Tańczący z wilkami                  | Kevin Costner                 |
| 5         | 1992 | Nagi instynkt                       | Paul Verhoeven                |
| 6         | 1993 | Bez przebaczenia                    | Clint Eastwood                |
| 7         | 1994 | Lista Schindlera                    | Steven Spielberg              |
| 8         | 1995 | Speed: Niebezpieczna prędkość       | Jan de Bont                   |
| 9         | 1996 | Przed egzekucją                     | Tim Robbins                   |
| 10        | 1997 | Angielski pacjent                   | Anthony Minghella             |
| 11        | 1998 | Tajemnice Los Angeles               | Curtis Hanson                 |
| 12        | 1999 | Elizabeth                           | Shekhar Kapur                 |
| 13        | 2000 | Gladiator                           | Ridley Scott                  |
| 14        | 2001 | Billy Elliot                        | Stephen Daldry                |
| 15        | 2002 | Pokój syna                          | Nanni Moretti                 |
| 16        | 2003 | Pianista                            | Roman Polanski                |
| 17        | 2004 | Ostatni samuraj                     | Edward Zwick                  |
| 18        | 2005 | Za wszelką cenę                     | Clint Eastwood                |
| 19        | 2006 | Tajemnica Brokeback Mountain        | Ang Lee                       |
| 20        | 2007 | Listy z Iwo Jimy                    | Clint Eastwood                |
| 21        | 2008 | To nie jest kraj dla starych ludzi  | Coen brothers                 |
| 22        | 2009 | Matka                               | Bong Joon-ho                  |
| 23        | 2010 | The Hurt Locker. W pułapce wojny    | Kathryn Bigelow               |
| 24        | 2011 | Jak zostać królem                   | Tom Hooper                    |
| 25        | 2012 | Nietykalni                          | Olivier Nakache Éric Toledano |
| 26        | 2013 | Les Misérables. Nędznicy            | Tom Hooper                    |
| 27        | 2014 | Kraina lodu                         | Chris Buck Jennifer Lee       |
| 28        | 2015 | Whiplash                            | Damien Chazelle               |
| 29        | 2016 | Spotlight                           | Tom McCarthy                  |
| 30        | 2017 | Dunkierka                           | Christopher Nolan             |
| 31        | 2018 | Trzy billboardy za Ebbing, Missouri | Martin McDonagh               |
| 32        | 2019 | Green Book                          | Peter Farrelly                |
| 33        | 2020 | Gniazdo kolibra                     | Kim Bora                      |
| 34        | 2021 | Nomadland                           | Chloé Zhao                    |
| 35        | 2022 | Top Gun: Maverick                   | Joseph Kosinski               |
| 36        | 2023 | Barbie                              | Greta Gerwig                  |